# 완청구
완청구(한국어: 완성구, 중국어: 宛城区, 병음: Wǎnchéng Qū)는 중화인민공화국 허난성 난양 시의 현급 행정구역이다. 넓이는 880km2이고, 인구는 2007년 기준으로 860,000명이다.

## 기후
연평균 기온은 14.9℃이고 연평균 강수량은 805.8mm이다.

## 행정 구역
6개 가도, 4개 진, 6개 향을 관할한다.
- 가도: 东关街道, 新华街道, 汉冶街道, 仲景街道, 白河街道, 枣林街道.
- 진: 官庄镇, 瓦店镇, 红泥湾镇, 黄台岗镇.
- 향: 溧河乡, 汉冢乡, 金华乡, 茶庵乡, 高庙乡, 新店乡.

## 같이 보기
- 중화인민공화국의 일반 국도
- 중화인민공화국의 고속도로
- 허난성
- 난양시